# Anders Sandoe Oersted
Anders Sandoe Oersted, también conocido como Anders Sandøe Ørsted, y Anders Sandö Örsted (21 de junio de 1816 - † 3 de septiembre de 1872) fue un botánico, micólogo, zoólogo, biólogo marino danés, hijo del político Anders Sandøe Ørsted.

## Biografía
Tempranamente en su carrera, publica sobre nemátodos daneses y árticos y en la zonación de algas marinas en Oresund.
Viajó frecuentemente por Centroamérica entre 1845 y 1848, y fue designado Profesor de Botánica en la Universidad de Copenhague en 1851, un puesto que mantuvo hasta 1862.
Oersted publicó numerosos escritos, enfocados en especies de las familias Acanthaceae y Fagaceae.
Una de sus significativas y conocidas publicaciones fue L'Amérique Centrale.
Es autor de varios centenares de nombres de plantas aún en uso.

## Algunas publicaciones
1. ↑  Ørsted, A.S. 1843. Grønlands Annulata dorsibranchiata. Kongelige Danske Videnskabernes Selskab, Naturhistorisk- mathematiske Afhandliger 10: 153-216.
2. ↑  Ørsted, A.S. (1843) Annulatorum Danicorum Conspectus. I. Maricolæ. Hafniæ, Sumtibus Librariæ Wahlianæ, 1843.
3. ↑  Ørsted, A.S. 1844. De regionibus marinis: Elementa Topographiae Historiconaturalis Freti Oeresund. Respondente ornatissimo E. Petit; publice defendere studebit A.S. Ørsted. J.C. Scharling, Copenhague.
4. ↑  Ørsted, A.S. (1861) Myrsineae centroamericanæ et mexicanæ. Videnskabelige Meddelelser fra den Naturhistoriske Forening i Kjøbenhavn.
5. ↑  Ørsted, A.S. (1858) Gesneraceæ centroamericanæ. Kongelige Danske Videnskabernes Selskabs Skrifter - Naturvidenskabelig og Mathematisk Afdeling, 5.Rk., vol. 5.
6. ↑  Ørsted, A.S. (1855) Mexicos og Centralamerikas Acanthaceer. Videnskabelige Meddelelser fra den Naturhistoriske Forening i Kjøbenhavn 1854.
7. ↑  Ørsted, A.S. (1852) Centralamerikas Rubiaceæ (Bestemmelser og Beskrivelser mestendeels af G. Bentham). Journal of the Linnean Society 1852.
8. ↑  Ørsted, A.S. 1867. Investigaciones sobre la clasificación de los Quercus. Memorias de la Sociedad de Historia Natural de Copenhague 1867.
9. ↑  Ørsted, A.S. 1863. L'Amérique Centrale: Recherches sur sa flora et sa géographie physique Archivado el 30 de septiembre de 2007 en Wayback Machine.. Copenhague, Bianco Luno
10. ↑  IPNI lista de nombres de plantas con Oerst. como autor.

## Honores

### Eponimia
Género de orquídeas
- Oerstedella Rchb.f.

- La abreviatura «Oerst.» se emplea para indicar a Anders Sandoe Oersted como autoridad en la descripción y clasificación científica de los vegetales.[1]

## Abreviatura (zoología)
La abreviatura Oersted  se emplea para indicar a Anders Sandoe Oersted como autoridad en la descripción y taxonomía en zoología.